# Ljubomir Mudreša
Ljubomir Mudreša (Bokovo, 12. avgust 1940) je crnogorski pisac i novinar.

## Biografija
Ljubomir Mudreša je rođen u Bokovu kod Cetinja 12. avgusta 1940 godine. Završio je Pravni fakultet u Beogradu i novinarsku školu na jugoslovenskom Institutu za novinarstvo.
Prvu zbirku poezije „Suza“ objavio je  u Sarajevu 1972. godine.
Početkom devedesetih godina, prošlog vijeka, svojim tekstovima odlučno se suprostavio ratno-huškačkom novinarstvu i raspisivanju međunacionalne mržnje i tadašnjoj politici krvavog rasapda druge Jugoslavije. Kao ratni dopisnik „Borbe“ je saslušavan, kažnjavan i ostajao bez posla.
23. januara 1990. godine na Cetinju je istupio iz Saveza novinara Jugoslavije i sa grupom istomišljenika
bio jedan od inicijatora formiranja Profesionalnog društva novinara Crne Gore. 
Radio je kao spoljni ili stalni saradnik, reporter, dopisnik, komentator, i urednik u Večernjim novostima, Borbi, RTV Studiju B, RTV Makedonije, RTV Crne Gore, Monitoru, Pobjedi, Anteni M, Lučindanu, Publici i drugim medijima.
Član je: Redovni je član  Duljanske akademije nauka i umjetnosti, Matice crnogorske, Crnogorskog društva nezavisnih književnika и Crnogorskog PEN-Centra.

## Knjige

### Poezija
1. Suza (1972)
2. U drugom životu (1996)
3. Cetinjski kolopleti (1997)
4. Sjaj stare krune (1998)
5. Zapis na kamenu (2000)
6. Obala ognjišta (2002)
7. Kameni prijesto (2003)
8. Svjetlost besrkaja (2005)
9. Dostignuto (2007)
10. Neka mi sude (2009)
11. Brojanica (2011)
12. Na putu čekanja (2015)
13. Vladimir i Kosara i Pjesme iz Bara (2016)
14. Dodir tišine (2019)
15. Dukljanski biljezi (2022)

### Romani
1. Trg (2010)
2. Gospar (2011)
3. Samotnjak (2017)
4. Barba (2019)
5. Peridot (2021)
6. Seme (2024)

## Spoljašnje veze
- Ljubomir Mudreša – Gospar